# Gratreuil
Gratreuil ist eine französische Gemeinde mit 21 Einwohnern (Stand 1. Januar 2022) im Département Marne in der Region Grand Est. Sie gehört zum Arrondissement Châlons-en-Champagne und zum Kanton Argonne Suippe et Vesle. 

## Geografie
Die Gemeinde Gratreuil liegt in der Trockenen Champagne, etwa 40 Kilometer östlich von Reims. Sie ist umgeben von folgenden Nachbargemeinden:
| Manre          | Ardeuil-et-Montfauxelles                    | Séchault, Bouconville |
|                | Kompassrose, die auf Nachbargemeinden zeigt |                       |
| Sommepy-Tahure | Rouvroy-Ripont                              | Fontaine-en-Dormois   |

## Bevölkerungsentwicklung
| Jahr                       | 1962 | 1968 | 1975 | 1982 | 1990 | 1999 | 2008 | 2018 |
| -------------------------- | ---- | ---- | ---- | ---- | ---- | ---- | ---- | ---- |
| Einwohner                  | 66   | 61   | 58   | 55   | 45   | 34   | 27   | 27   |
| Quellen: Cassini und INSEE |      |      |      |      |      |      |      |      |

## Sehenswürdigkeiten

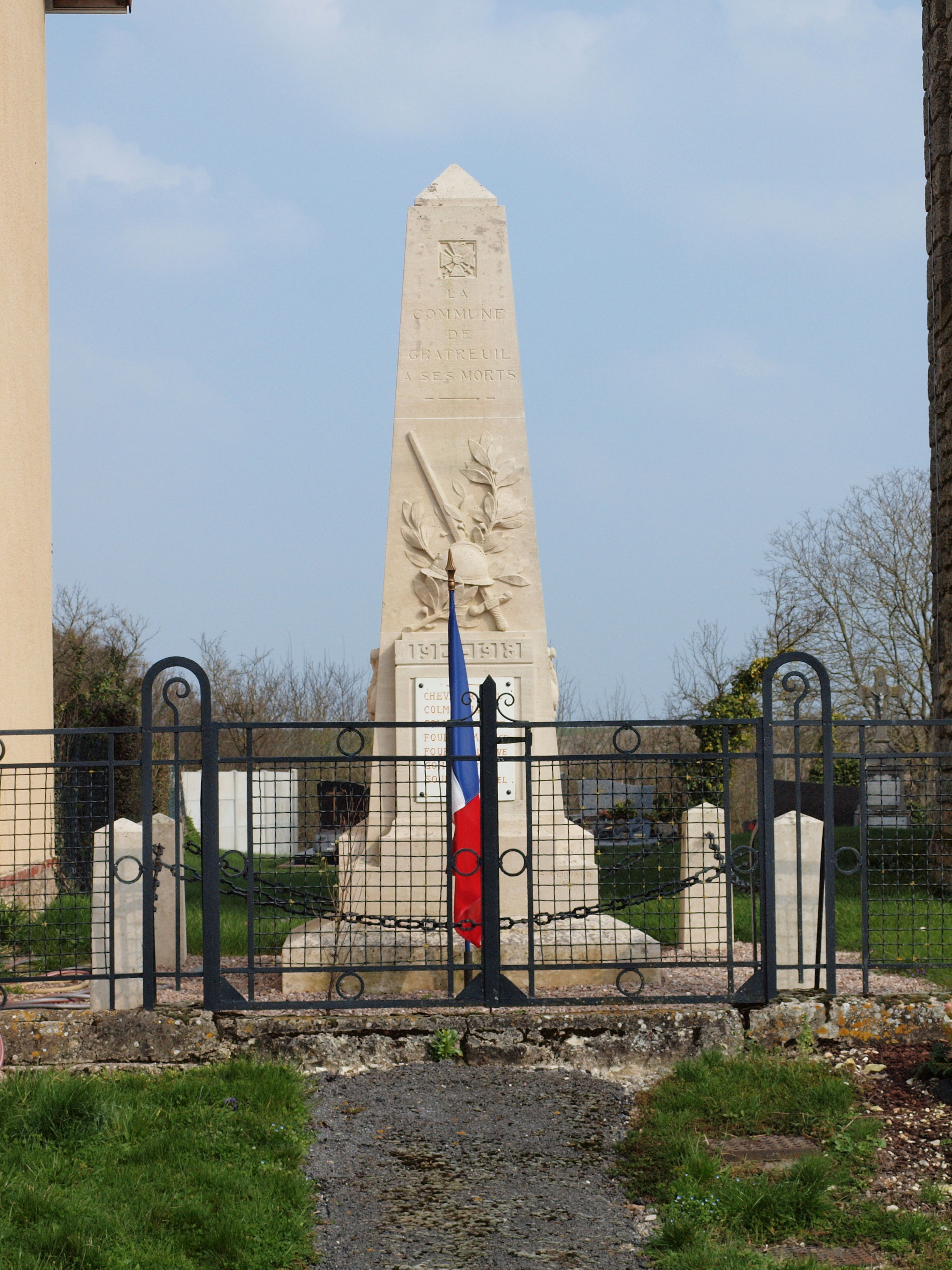
Kriegerdenkmal
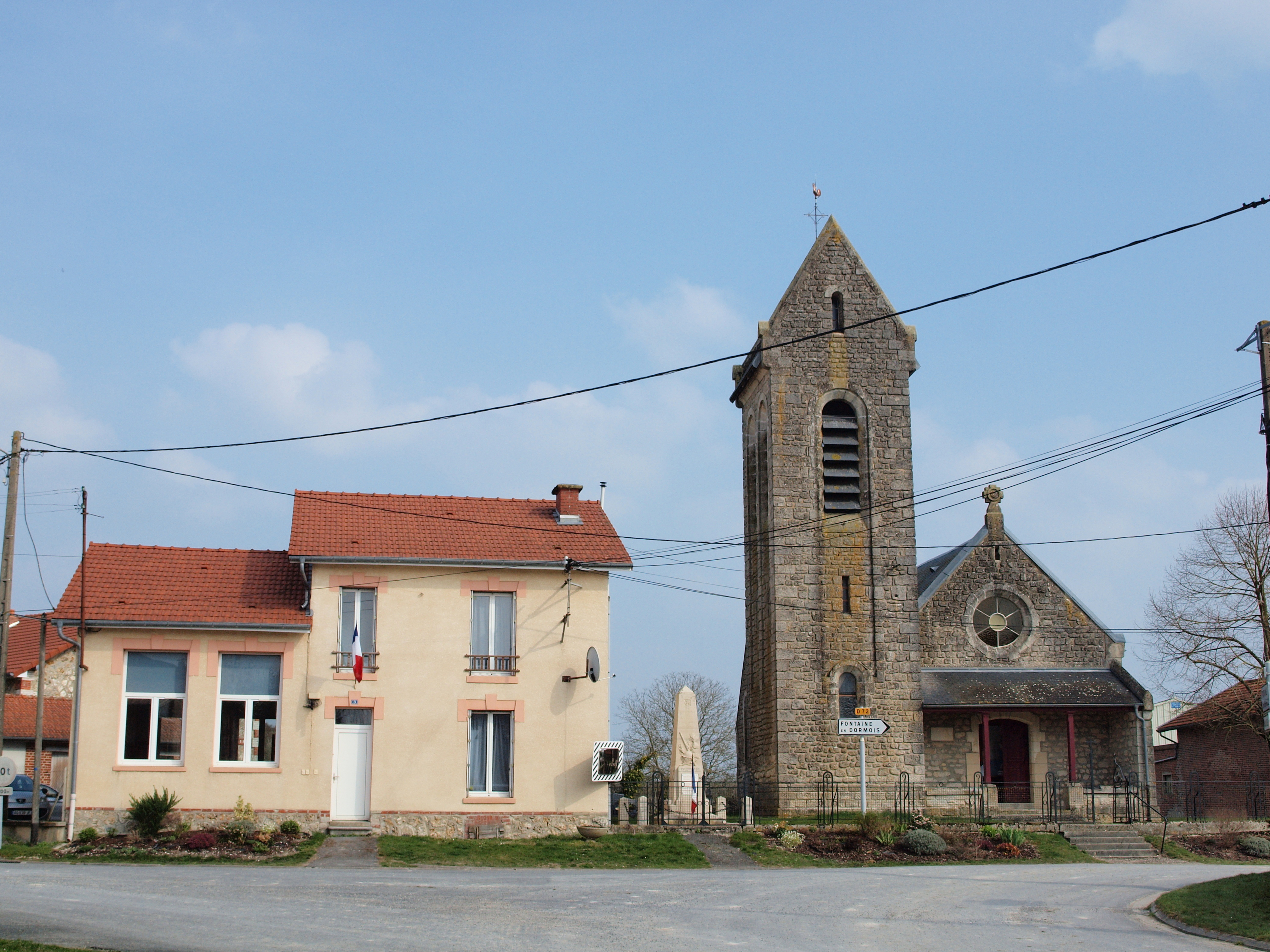
Die Mairie und die Kirche Saint-Nicolas